# Gấu Gobi
Gấu Gobi (danh pháp khoa học: Ursus arctos gobiensis (được biết đến ở Mông Cổ là mazaalai/Мазаалай), là một phân loài của gấu nâu (Ursus arctos), địa bàn sinh sống phân bố ở sa mạc Gobi của Mông Cổ. Loài này được liệt kê là cực kỳ nguy cấp trong Sách đỏ về các loài có nguy cơ tuyệt chủng của Mông Cổ và được liệt kê bởi Hiệp hội Động vật học Luân Đôn. Số lượng của chúng hiện chỉ còn khoảng 30 cá thể trưởng thành vào năm 2009 và phân bố trong khoảng cách đủ xa với các quần thể gấu nâu khác, dẫn đến bất lợi trong tăng trưởng số lượng vì sự cách ly sinh sản này.

## Tập tính và sinh thái
Gấu Gobi chủ yếu ăn rễ cây, quả mọng và các loại cây khác, đôi khi ăn động vật thuộc loài gặm nhấm; không có bằng chứng nào cho thấy chúng bắt mồi những loài động vật có vú lớn. Kích thước loài gấu Gobi nhỏ hơn so với các phân loài gấu nâu khác, con đực trưởng thành nặng khoảng 96–138 kg (212–304 lb) và con cái khoảng 51–78 kg (112–172 lb).

## Đa dạng di truyền
Gấu Gobi có rất ít sự đa dạng di truyền, đây là một trong những loài gấu nâu có độ đa dạng di truyền thấp nhất từng thấy. Mức độ đa dạng di truyền thấp tương tự như gấu Gobi được báo cáo là loài gấu nâu nhỏ sống ở dãy núi Pyrenees, biên giới giữa Tây Ban Nha và Pháp.

## Nghiên cứu
Về mặt hình thái học, trước đây gấu nâu Gobi được phân loại là thuộc cùng một phân loài với gấu xanh Tây Tạng. Tuy nhiên, phân tích phát sinh chủng loài gần đây cho thấy gấu Gobi là đại diện cho một quần thể cổ còn sót lại của gấu nâu Himalaya. Chỉ có 20 con gấu Gobi còn lại trong tự nhiên.